# محيي الدين بن الزنكي
قاضي دمشق محيي الدين ابن الزكي، هو محي الدين أبو المعالي محمد ابن القاضي علي بن محمد بن يحيى بن الزكي القرشي الدمشقي الشافعي. ولد قاضي قضاة الشام، محيي الدين بن الزكي، سنة 550 هجرية، ونشأ في بيت القضاء، حيث كان أبوه قاضياً، وكذلك جده، وكان قد شهد فتح القدس مع السلطان صلاح الدين الأيوبي، وكان عمره في ذلك الوقت 33 عاماً. وعُرف القاضي ابن الزكي بالفطنة والذكاء، حيث كان صاحب علم وفراسة، وفي ذات الوقت يتصف بالأمانة العلمية، حيث ينسب الفضل والعلم لأهله، ومما يروى في هذا الشأن أنه لما فتح السلطان مدينة حلب سنة 579 هجرية أنشده القاضي محيي الدين بن الزكي قصيدة جاء فيها: وفتحك القلعة الشهباء في صفر، مبشر بفتوح القدس في رجب، وكان فتح القدس. كما قال في شهر رجب سنة 583 هجرية، حينها قيل لمحيي الدين: من أين لك ذلك؟ فقال: أخذته من تفسير ابن برجان في قوله تعالى: (الم * غُلِبَتِ الرُّومُ * فِي أَدْنَى الْأَرْضِ وَهُم مِّن بَعْدِ غَلَبِهِمْ سَيَغْلِبُونَ * فِي بِضْعِ سِنِينَ...)، «سورة الروم:1 - 4»، فقد وجد ابن الزكي النجابة في تفسير ابن برجان، فتلقفها بالقبول والاستحسان، بل وصاغها شعراً، وكان ذلك قبل تحرير الأقصى بأربع سنين، وقد نسب مصدر هذا الإلهام إلى أهله وهو تفسير ابن برجان ولم ينسبه إلى نفسه. عمل ابن الزكي مع القاضي شرف الدين بن أبي عصرون وناب عنه الحكم، وهو أول من ترك النيابة، ثم تولى قضاء دمشق وأضيف إليه قضاء حلب، وكان ناظر أوقاف الجامع، وعزل عنها قبل وفاته بشهور. وذكر ابن كثير أن ابن الزكي كان له درس في التفسير يذكره بالكلاسة تجاه تربة صلاح الدين، وذكر أيضاً أنه كان ينهي الطلبة عن الاشتغال بالمنطق وعلم الكلام، وكان يمزق كتب من كان عنده شيء من ذلك بالمدرسة النورية، وكان يحفظ العقيدة المسماة بالمصباح للغزالي، ويحفظها أولاده أيضاً. ويتمثل أهم ما أُثر عن ابن الزكي في حياته العلمية والقضائية هو خطبة التحرير، وهي خطبة الجمعة التي أعيد بها افتتاح المسجد الأقصى بعد تحرير القدس من الفرنجة على يد صلاح الدين الأيوبي، وكانت أول خطبة في القدس بعد التحرير. توفي ابن الزكي في دمشق في السابع من شهر شعبان سنة 598 هجرية عن عمر يناهز الـ 48 عاماً.